# Фридриксы
Фри́дриксы (Фредери́ксы) — графский, баронский и дворянский род Российской империи.

## Происхождение
Банкир петербургского императорского двора Иван Фридрикс «за прилагаемые старания к улучшению распространения коммерции и многие оказанные им заслуги» в августе 1773 года пожалован с потомками рождёнными и впредь рождаемыми в достоинство и честь баронов Всероссийской империи.
Род внесён 29 октября 1853 года в матрикулы рыцарского дома Великого княжества Финляндского в число родов баронских под № 36, в матрикулы рыцарского дома Датского королевства, а также в список дворянских родов Королевства Дании.

## Описание герба
Щит разделён вдоль на две части; в правой в золотом поле распущенное орлиное крыло чёрного цвета; в левой в зелёном поле положен меркуриев жезл, имеющий вверху серебряные крылья и обвит того же металла двумя змеями.
Щит увенчан обыкновенной баронской короной без шлема. Намёт на щите с правой стороны чёрного, а с левой зелёного цветов, подложен золотом и серебром. Герб внесён в Общий гербовник дворянских родов Российской империи, часть 1, С. 35.

## Персоналии
- Фридрикс, Иван Юрьевич (Иоганн) (1723—1779) — придворный банкир, владелец мызы Рябово, основатель Рябовского лютеранского прихода[5].
  - Фридрикс, Иван Иванович (1766—1828) — подполковник артиллерии, кавалер ордена святого Владимира 4-й степени, владелец мызы Домашово.
    - Фридрикс, Александр Иванович (1788) (1788—1848 (2 или 9.2. 1843)) — полковник Кинбурнского драгунского полка, штабс-капитан Гвардейского генерального штаба (1813), член Союза благоденствия.

  - Фридрикс, Андрей Иванович (1759—1843) — бригадир, адъютант князя Потёмкина, владелец мызы Таубила[фин.].
    - Фредерикс, Фёдор Андреевич (1789—1833) — барон, генерал-майор. На начало кампании 1812 года был подпоручиком Лейб-гвардии Семеновского полка.
    - Фредерикс, Пётр Андреевич (1786—1855) — генерал-адъютант, обер-шталмейстер.
      - Фредерикс, Дмитрий Петрович (1818—1844) — офицер Гвардейского экипажа, убит на Кавказе, член «кружка шестнадцати».
      - Фредерикс, Софья Петровна (1824—1882) — фрейлина императорского двора.
      - Фредерикс, Мария Петровна (1832—1903/1908) — фрейлина императорского двора, занималась благотворительностью.

    - Фредерикс, Александр Андреевич 4-й (1778—1849) — генерал-лейтенант, начальник 2-й гренадерской дивизии.
      - Фредерикс, Платон Александрович (1828—1888) — генерал-адъютант, генерал-губернатор Восточной Сибири.
        - Фредерикс, Владимир Платонович (1855—1898) — надворный советник, ротмистр; женат на Зое Степановне Сафоновой. 
          - Фредерикс, Григорий Владимирович (1887—13 ноября 1893) — похоронен в Свято-Николаевской церкви села Димитрашковка Ольгопольского уезда Подольской губернии.
          - Фредерикс, Георгий Владимирович (Юрий; с 1908 года — Фредерикс-Маразли; 1890—1927) — ротмистр лейб-гвардии гусарского полка, эмигрировал во Францию, женат на М. В. Охотниковой.
            - Фредерикс-Маразли, Владимир Георгиевич(Юрьевич) (род. 1918, Кисловодск), занимался с братом овцеводством в Аргентине, холост.
            - Фредерикс-Маразли, Георгий Георгиевич (Юрий Юрьевич) (1919, Афины — 1994, Буэнос-Айрес, Аргентина), по нём потомство.

          - Фредерикс, Владимир Владимирович (1884—1950) — полковник лейб-гвардии гусарского полка, эмигрировал в Аргентину, холост.
          - Фредерикс, Варвара Владимировна — с 1907 замужем за М. В. Бородаевским. В 1918 году Бородаевские эмигрировали из Киева и в эмиграции осели в Румынии.
          - Фредерикс, Зоя Владимировна — была замужем с 1907 (развод 1933, США) за Акселем-Вольмаром Акселевичем Готтлундом. К началу мировой войны семья Готтлундов проживала в Уфе и в 1918 году переехала на родину Акселя-Вольмара в Финляндию. Оттуда Готтлунды в 1923 году эмигрировали в США, где в настоящий момент проживают их потомки. В семье Готтлундов было пятеро детей.
          - Фредерикс, Наталья Владимировна — была замужем с 1911 за Борисом Евгеньевичем Мартыновым, дворянином Самарской губ. Мартыновы жили до революции вместе с Готтлундами в Уфе и вместе с ними уехали в Финляндию, а затем — в США.

        - Фредерикс, Михаил Платонович (1882—1953).
        - Фредерикс, Константин Платонович (1858—1910) — действительный статский советник, губернатор Нижнего Новгорода
          - Фредерикс, Всеволод Константинович (1885—1944) — выдающийся русский физик и геофизик, один из лучших в мире специалистов по физике жидких кристаллов.
            - Фредерикс, Дмитрий Всеволодович (1928—2006) — преподавал в лицее «Физико-Техническая Школа» при Физико-Техническом Институте им. А. Ф. Иоффе Российской Академии Наук в Санкт-Петербурге.

      - Фредерикс, Александр Александрович — (1835—1889) — барон, камергер, действительный статский советник, начальник Тамбовской губернией в 1879—1889 гг.
      - Фредерикс, Владимир Александрович (1837—1892) — шталмейстер, посол в Вюртемберге и Бадене; женат на княжне Д. В. Трубецкой.
      - Фредерикс, Лев Александрович (1839—1914) — генерал от инфантерии.

    - Фредерикс, Борис Андреевич (1797—1874) — генерал-адъютант, Санкт-Петербургский военный губернатор.
      - Фредерикс, Александр Борисович (1841—1873) — барон.
      - Фредерикс, Владимир Борисович (1838—1927) — граф, генерал от кавалерии, министр Императорского двора и уделов, канцлер Российский и Императорских орденов, член Государственного совета.
        - Фредерикс, Евгения Владимировна
        - Фредерикс, Эмма Владимировна

  - Фридрикс, Александр Иванович (1760—1799) — барон, подполковник артиллерии, обер-контролёр Военной коллегии, владелец мызы Орлино.
  - Фридрикс, Пётр Иванович (1761—1812) — барон, подполковник артиллерии, кавалер ордена святого Георгия 4-й степени, владелец мызы Морье.
  - Фридрикс, Густав Иванович (1763—после 1815) — барон, подполковник артиллерии, надворный советник, унаследовал мызу Рябово[6].

Прочие
- Фредерикс, Георгий Николаевич (1889—1938) — русский учёный, геолог и палеонтолог, профессор, доцент Ленинградского горного института.
- Фридрихс, Александр Карлович — офицер (с 17.11.1821), полковник (1844), генерал-майор (25.06.1845), генерал-лейтенант (30.08.1855), генерал (26.11.1869), кавалер военного ордена Святого Георгия IV класса Ф (17 декабря 1844).
- фон Фридрихс II, Густав Карлович (1790 — 8 мая 1880) — генерал-майор (1855), генерал-лейтенант, военный губернатор Области Сибирских Киргизов (31.07.1854—22.01.1858).
- Фридрихс, Карл Карлович — кавалер военного ордена Святого Георгия IV класса за выслугу (25.12.1833).
- Фридрикс, Пётр Исаакович (Фридрихс) — в 1789 майор; 14 апреля 1789 ордена Святого Георгия IV класса Ф

### Баронский титул
Определениями Правительствующего Сената, от 17 января 1817, 8 мая 1856, 26 ноября 1857, 8 декабря 1859, 31 мая 1860, 30 января и 21 мая 1884 и 1 мая 1889 гг., утверждены в баронском достоинстве, со внесением в V часть Родословной Книги, бароны Фредерикс:
1. коллежский асессор Павел Иванович и сын его Михаил;
2. Александр Иванович, дети его: Модест, генерал-адъютант Платон, Александр, Эрмиона и Анна, внук ротмистра Владимир Платонович (с женой Зоей Степановной, рожд. Сафоновой) и правнуки: Владимир, Григорий, Варвара и Зоя Владимировы;
3. генерал-майор Борис Андреевич, жена его Эмма Адольфовна (рожд. фон-Вульф), дети их: свиты Его Величества генерал-майор Адольф-Антон-Владимир и Адольф-Андрей-Александр, и внучки Евгения-Валентина-Жозефина и Эмма-София Владимировы;
4. шталмейстер Высочайшего Двора Владимир Александрович и дети его Владимир, Александр и Дарья.